# Nakada
Nakada (także: Nagada, arab. نقادة = Naqadah, egip. Nubt, gr. klas. Ombo) – miejscowość w środkowym Egipcie, w muhafazie Kina, zamieszkana głównie przez Koptów. Od zabytków odnalezionych w tutejszej nekropoli pochodzą nazwy szeregu predynastycznych kultur archeologicznych: Nagada I, Nagada II i Nagada III.
W miejscowości znajduje się ponadto tzw. Pałac Gołębi (Kasr al-Hamam), wzniesiony ponad 100 lat temu przez tutejszego mnicha. Miejsce to jest schronieniem tysięcy ptaków po przelocie nad Pustynią Zachodnią.